# Горка (бывшее Барановское сельское поселение)
Горка — деревня в Кадуйском районе Вологодской области.
Входит в состав сельского поселения Семизерье (до 2015 года входила в Барановское сельское поселение), с точки зрения административно-территориального деления — в Барановский сельсовет.
Расстояние по автодороге до районного центра Кадуя — 84 км, до центра сельсовета деревни Барановская — 12 км. Ближайшие населённые пункты — Алеканово, Великий Двор, Еремеево, Семеновская.
По переписи 2002 года население — 3 человека.